# Детская комната

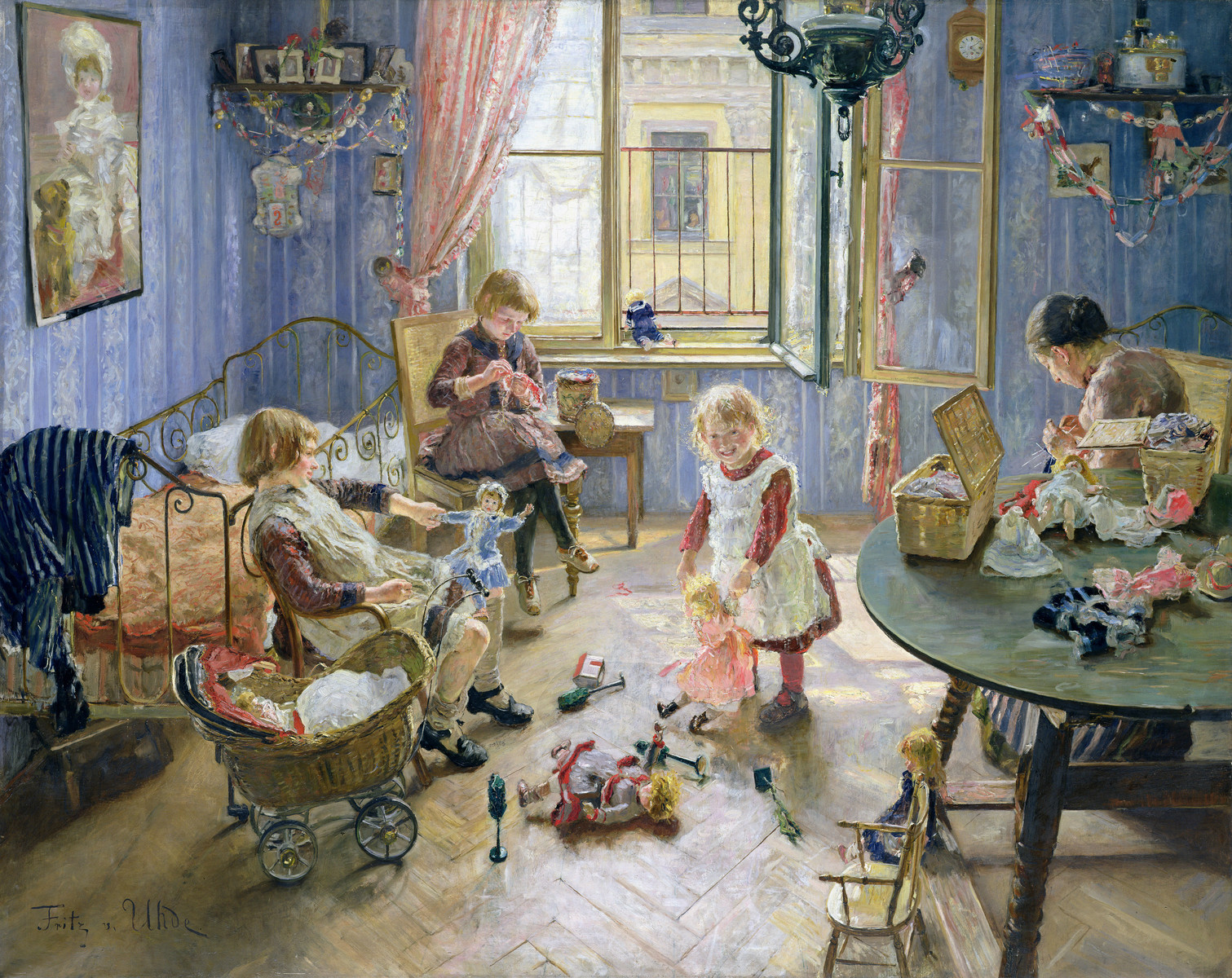
«Детская». Фриц фон Уде 1889 год

Детская комната — комната в квартире или в жилом доме, которая используется специально для удовлетворения потребностей детей в семейной жизни. По своей функции детская комната является и спальней, и комнатой для игр и занятий. Это также место для хранения вещей ребёнка и возможности его уединения.
Обычно размер детской комнаты варьируется от 5 до 30 квадратных метров на ребенка в зависимости от размера семьи, доступной жилой площади и финансовых возможностей. Детские комнаты бывают индивидуальными и на несколько детей.

## История

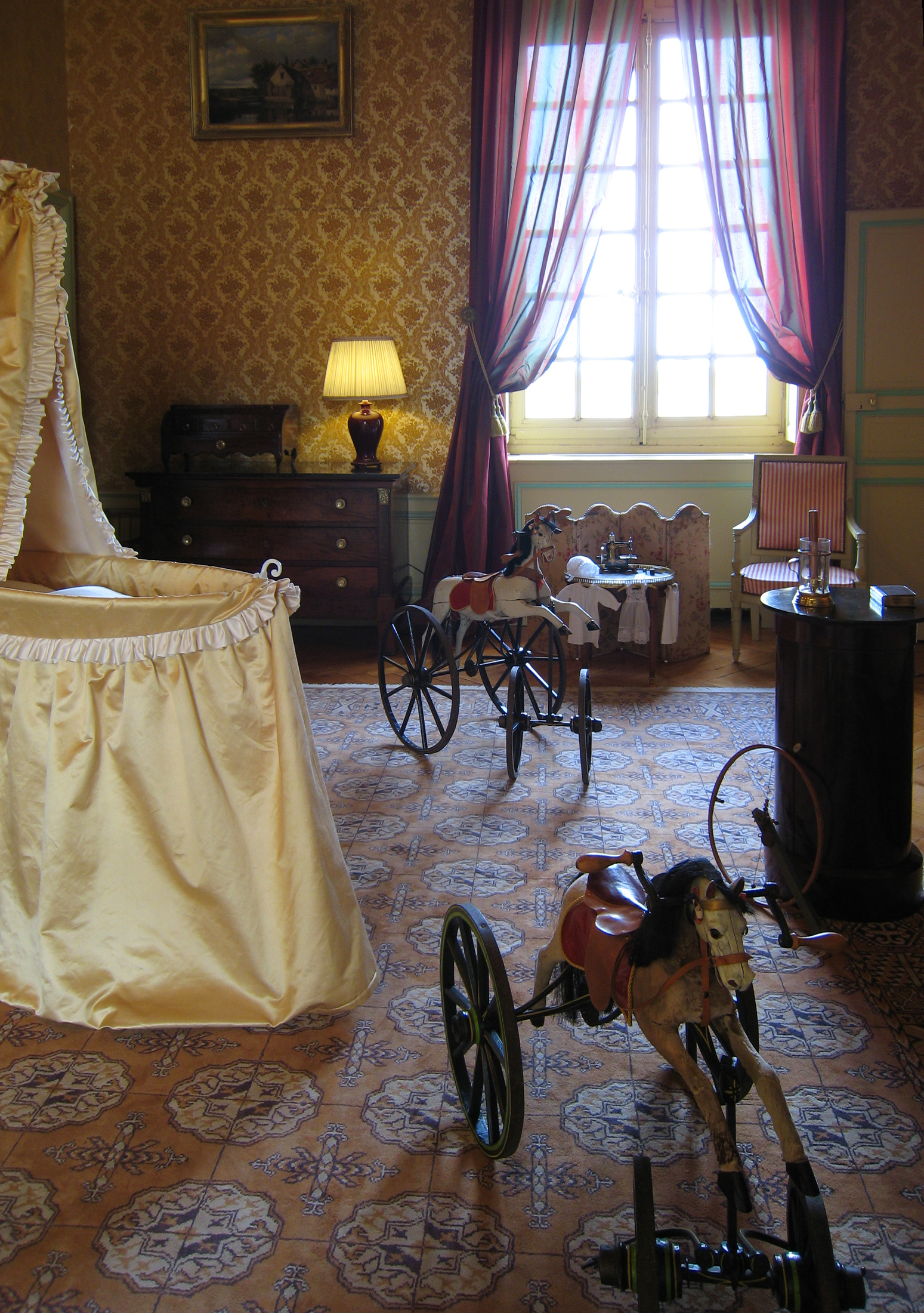
Детская комната в замке Шеверни, Франция

Детские комнаты появились относительно недавно. Они встречались в XVIII и XIX веках в домах зажиточных городских семей. В конце XIX века детская комната стала распространённой и среди более широких слоев общества.
Только после Второй мировой войны, в ходе послевоенного восстановления жилого фонда, детская комната стала массовым явлением во всех слоях общества. Хотя раньше такая комната уже считалось необходимым, распространению детской комнаты препятствовали нехватка места и материальных средств.

## Происхождение
Поскольку детская комната существовала не всегда, некоторые социальные установки должны были измениться, прежде чем детская комната стала естественной частью квартир и домов.
Важными были изменение отношения к ребенку и детству, изменение образа жизни и сильный рост в области материальной культуры для детей. Все три области приносили пользу друг другу, и ни одна из них в отдельности не привела бы к важности сегодняшней детской комнаты таким же образом. Упомянутые изменения впервые наблюдались в богатых слоях общества.
В XIX веке, то есть во времена, когда детская комната уже существовала как понятие, ребёнок был для архитектора «ещё не отдельным существом», а так как жили дети до XVIII века — «маленькими взрослыми» рядом с родителями или воспитателями. Детству как этапу жизни или развития уделялось мало внимания: дети интегрировались в распорядок дня родителей или домашнего хозяйства, им ставились задачи, которые должны были соответствовать их способностям. Между миром взрослых и миром детей практически не проводилась граница.
В 1762 году Жан-Жак Руссо положил путь новому представлению о детстве; в своем произведении «Émile» он описал сценарий, казавшийся большинству его современников немыслимым: маленький мальчик, растущий без принуждения, без наказания и с максимально возможной свободой развития. Мальчику Эмилю, главному герою романа, дается «пространство быть ребёнком». Роман стал самой читаемой познавательной книгой в мировой литературе.
С изменением в концепции воспитания детей, ребёнку постепенно отводилось больше места в обществе, как на духовном уровне в восприятии взрослых, так и на материальном уровне — в жизненном пространстве.

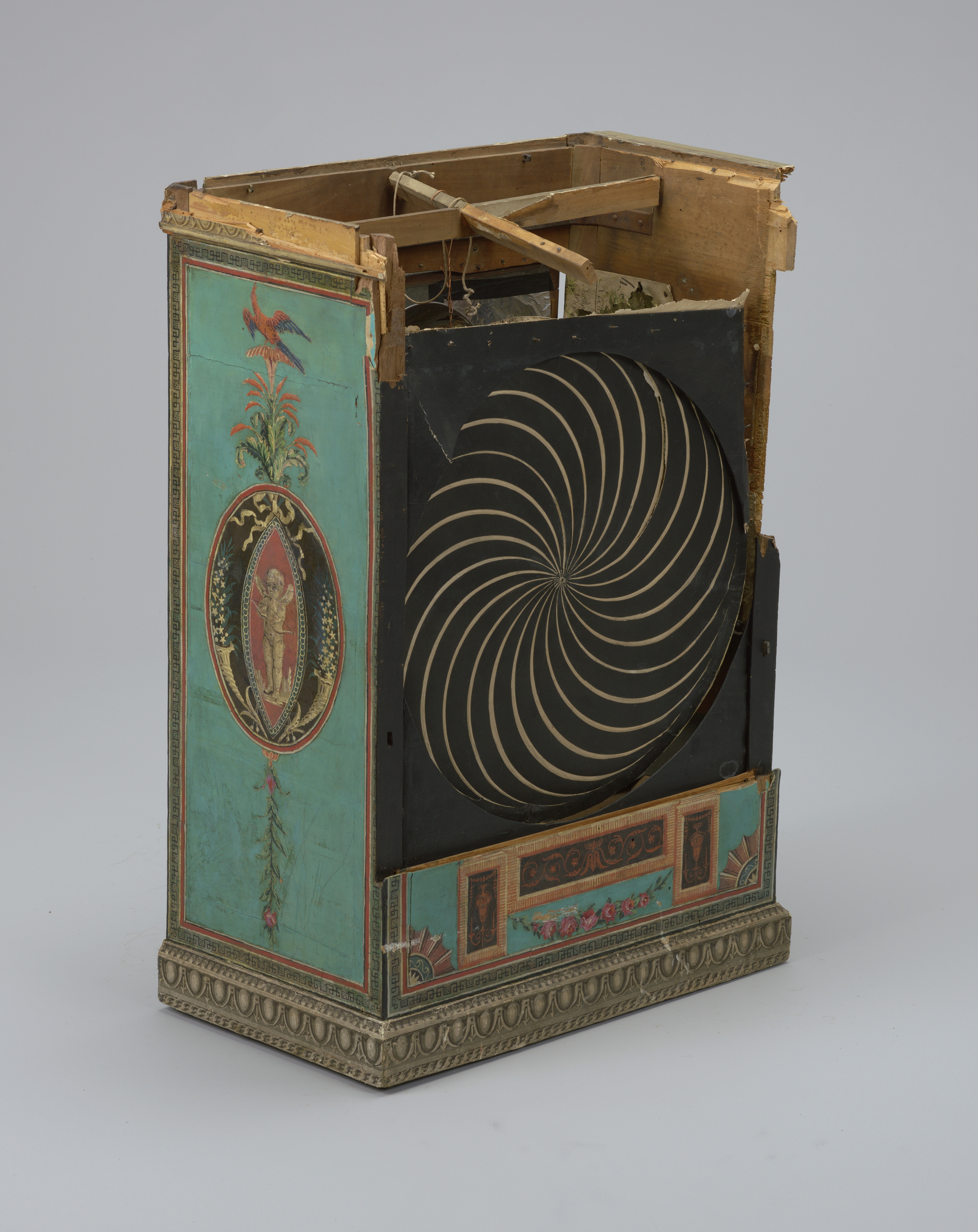
Итальянская игрушка,
около 1780 года

## Материальная культура для детей

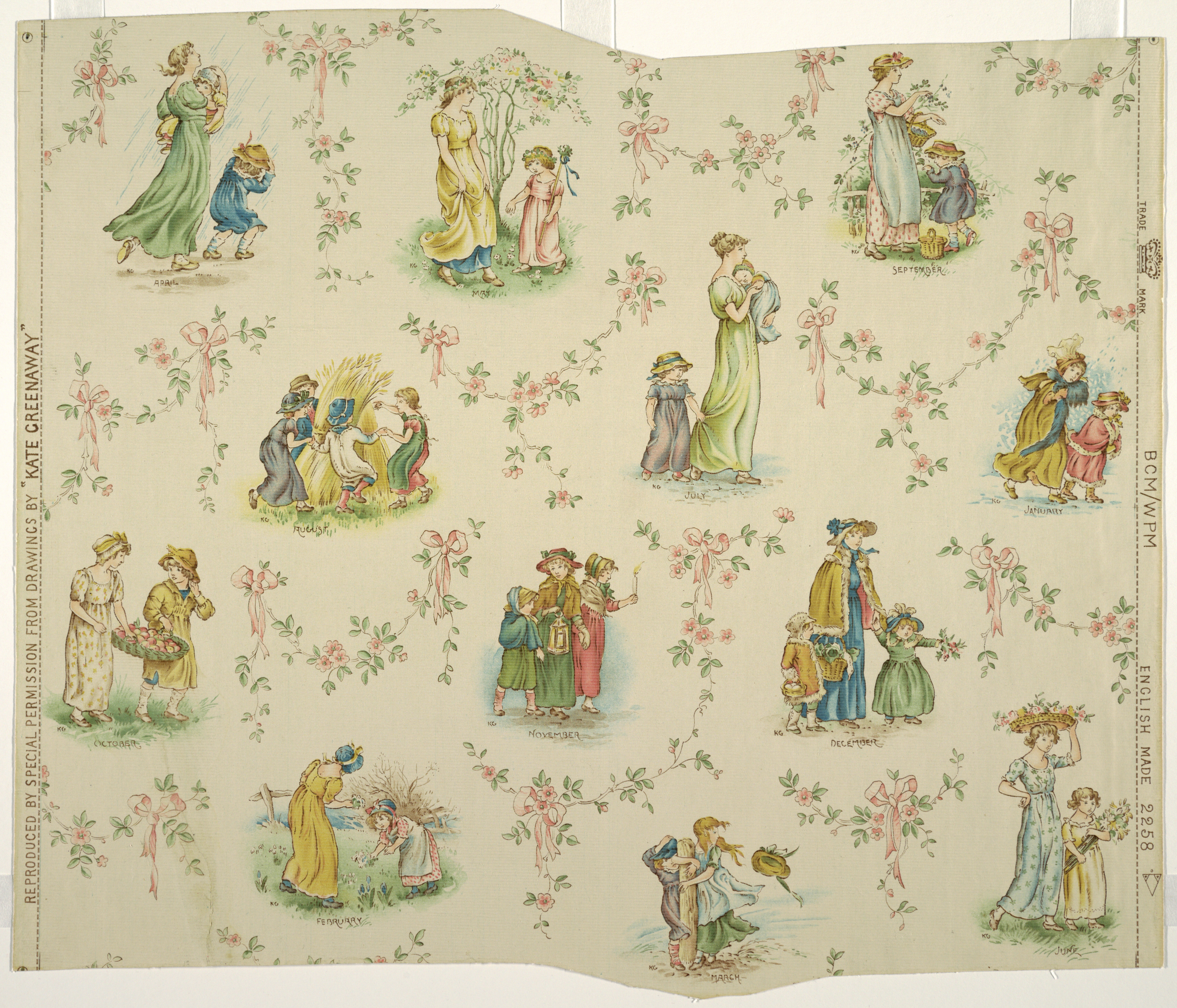
Детские обои с изображением четырех времен года (Англия, 1893 г.)

Введение свободы торговли (во второй половине XVIII века) привели к буму индустрии игрушек: независимая от гильдий ремесленная деятельность теперь могла осуществляться где угодно и кем угодно. Производство игрушек стало проще и дешевле. Из доступности игрушек выросла новая культура — культура подарков для детей. Количество личного имущества детей увеличивалось.
В это же время был разработан и целый ряд аксессуаров для ребенка. Так в 1750 году в Лондоне открылся первый книжный магазин, посвящённый детской и юношеской литературе. Первые детские обои были выпущены между 1860 и 1870 годами. Мебельная промышленность также не оставалась в стороне и попробовала производить, среди прочего, мебель уменьшенных размеров, адаптированную к росту детей.

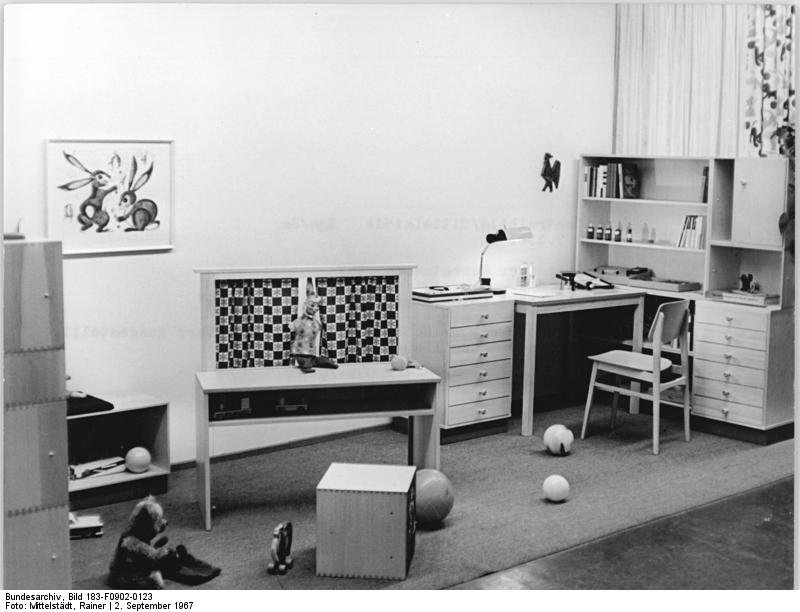
Детская комната типа «Тедди» производства ГДР, представленная на Лейпцигской осенней ярмарке 1967 года.

В базовую комплектацию детской комнаты обычно входят
- кровать
- мебель для хранения одежды — шкаф, комод или полки
- (письменный) стол

Зачастую особое внимание уделяется созданию дополнительных мест для хранения, например, посредством ящиков под кроватью. Двухъярусные кровати также распространены, потому что на полу появляется больше места. Особенно часто двухъярусные кровати встречаются в комнате на несколько детей.

## Размер
В некоторых странах размер детской комнаты регламентирован. Так регламент в ГДР предписывал, что детская комната в новостройках не могла быть меньше 8 квадратных метров. Часто бывает так, что детская комната должна иметь не менее 10 квадратных метров для одного человека и не менее 12 квадратных метров для двухместного размещения. Существуют также правила относительно типа и размера окон, но они различаются в зависимости от региона.

## Тенденции и проблематика
В целом, если говорить о тенденциях в дизайне квартир, то можно заметить, что по мере того, как размер гостиной увеличивался, доступное место на кухне и в детской комнате уменьшалось.
Иногда проводится различие между детской и молодёжной комнатой, в которой атрибуция детской комнаты, в процессе взросления ребёнка, нивелируется изменением декора, а иногда и оборудования.
Поскольку некоторые домашние животные (хомяки, кролики и т. д.) днём отдыхают, защита животных рекомендует убирать установленные в детской комнате клетки из детской на время игр.
Практические исследования показывают, что бытовые споры между родителями и детьми чаще всего возникают из-за того, что дети не убрали свою комнату должным образом или родители убрали детскую комнату без присутствия детей.